# Тиллотсон, Джонни
Джо́нни Ти́ллотсон (англ. Johnny Tillotson; 20 апреля 1938, Джексонвилл, Флорида — 1 апреля 2025, Лос-Анджелес, Калифорния, США) — американский певец, автор-исполнитель.
Был наиболее популярен в начале 1960-х годов. Исполненные им песни «Poetry in Motion» (1960) и «It Keeps Right on a-Hurtin'» (1962) попадали в десятку лучших в главном американском чарте. В общей сложности между 1958 и 1984 годами он попадал в чарты «Билборда» с тридцатью синглами и альбомами (с учётом специализированных чартов для кантри, R&B и easy listening).
В 2011 году Тиллотсон был принят в Зал славы артистов Флориды.
Тиллотсон умер 1 апреля 2025 года от осложнений, вызванных болезнью Паркинсона, о чём сообщил его коллега-певец Фабиан Форте в своём Instagram.

## Дискография
- См. Дискография Джонни Тиллотсона[англ.]

### Студийные альбомы
- 1959 — This Is Johnny Tillotson
- 1960 — Johnny Tillotson (EP)
- 1962 — It Keeps Right On a-Hurtin’[англ.]
- 1963 — You Can Never Stop Me Loving You
- 1964 — Talk Back Trembling Lips
- 1964 — The Tillotson Touch
- 1964 — She Understands Me
- 1965 — That’s My Style
- 1965 — Johnny Tillotson Sings
- 1966 — No Love at All
- 1966 — The Christmas Touch
- 1966 — Johnny Tillotson Sings Tillotson
- 1967 — Here I Am
- 1969 — Tears on My Pillow[англ.]
- 1970 — Johnny Tillotson
- 1977 — Johnny Tillotson